# Złotolitka miedziana
Złotolitka miedziana (Chrysura cuprea) – gatunek błonkówki z rodziny złotolitkowatych.
Gatunek ten opisany został w 1790 roku przez Pietro Rossiego jako Chrysis cuprea.
Błonkówka o wydłużonym ciele długości od 7 do 12 mm. Głowę ma z wyjątkiem spodu miedzianozłocistą lub czerwoną, o silnie wydłużonych, dłuższych niż szerokość żuwaczek policzkach. Tułów ma przedplecze, śródplecze i tarczkę miedzianozłocistej lub czerwonej barwy. Zatarczka i pozatułów są niebieskie bądź zielonkawe. Tylny fragment zatarczki leży na opadającej ścianie tułowia. Zaplecze w widoku bocznym jest stożkowate. Odnóża są niebieskie do ciemnoniebieskich. Złocisty lub czerwony gaster cechuje się pozbawionym zębów i falistych wcięć tylnym brzegiem trzeciego tergitu.
Larwy są pasożytami gniazdujących w pustych muszlach ślimaków z rodzaju Helix gatunków murarek: Osmia rufohirta, Osmia andrenoides, Osmia versicolor, Osmia bicolor, Osmia aurulenta, Osmia spinulosa i Osmia rufohirta. Owady dorosłe spotyka się na wilczomleczach, ostrogowcach i storczykach z rodzaju Serapias. Prawdopodobnie mają jedno pokolenie w roku. W Czechach latają od maja do sierpnia.
Owad o rozprzestrzenieniu europejsko-medyteranejskim lub pontyjsko-atlantyckim. W Europie znany z Portugalii, Hiszpanii, Belgii, Holandii, Luksemburga, Niemiec, Szwajcarii, Austrii, Włoch, Malty, Polski, Czech, Węgier, Chorwacji, Rumunii, Bułgarii i Albanii. Ponadto występuje w zachodniej części Azji i Afryce Północnej. W 2002 umieszczony na Czerwonej liście zwierząt ginących i zagrożonych w Polsce jako gatunek o słabo rozpoznanym statusie.